# SR-Klasse V
Die Dampflokomotiven der Klasse V der britischen Southern Railway (SR) wurden nach einem Entwurf von Richard Maunsell, dem Chief Mechanical Engineer (CME) der SR, von 1930 bis 1935 mit insgesamt 40 Stück beschafft. Gebaut wurden die für den Personen- und Expresszugverkehr vorgesehenen Lokomotiven in den bahneigenen Werkstätten in Eastleigh. Sie waren die letzten in Großbritannien entwickelten Lokomotiven der Achsfolge 2’B (American) und auch die stärksten Maschinen dieser Achsfolge. Benannt wurden sie nach bekannten englischen Public Schools, die ganze Klasse wurde daher auch Schools Class oder Schools bezeichnet. Ab 1948 gehörten die Maschinen zur Southern Region der staatlichen British Railways (BR), in denen die SR infolge des Transport Act 1947 aufgegangen war. Die fortschreitende Elektrifizierung ihrer Einsatzstrecken führte schließlich zur Abstellung und Ausmusterung aller Lokomotiven in den Jahren 1961 und 1962. Drei Exemplare der School Class blieben bei Museumsbahnen erhalten.

## Geschichte

### Hintergrund
Ende der 1920er Jahre besaß die SR nach der Beschaffung der schweren Ten-Wheeler der King Arthur Class und der Lord Nelson Class hinreichend Lokomotiven für ihre wichtigsten Schnellzüge, hatte aber Bedarf nach Lokomotiven für nachrangige Leistungen im Schnell- und Personenzugverkehr. Die von Maunsell Mitte der 1920er Jahre entwickelte Klasse L1 und ihre Vorgänger, die Lokomotiven der noch zu Zeiten der South Eastern and Chatham Railway (SECR) entwickelten Klasse L hatten sich als nicht ausreichend für diese Zwecke erwiesen. Zugleich kamen die älteren, für vergleichbare Zwecke von Dugald Drummond für die London and South Western Railway entwickelten 2’B-Lokomotiven der Klassen D15 und L12 allmählich an das Ende ihrer wirtschaftlichen Einsatzzeit. Auf einigen Strecken war außerdem aufgrund zu kurzer Drehscheiben an den Endbahnhöfen ein Einsatz der Ten-Wheeler nicht möglich. Nach mehreren Unfällen mit den Tenderlokomotiven der River Class beendete Maunsell als verantwortlicher CME der Southern Railway, Überlegungen, für diese Zwecke eine mit größeren Kuppelrädern versehene Variante dieser Klasse zu entwickeln.

### Entwicklung und Bau für die Southern Railway
Lokomotiven mit der Achsfolge 2’B wurden zu dieser Zeit in den meisten Ländern eigentlich als überholt angesehen und nicht mehr beschafft. Die infrastrukturellen Zwänge ließen Maunsell dennoch auf diese Achsfolge zurückgreifen. Sein Entwurf erwies sich schließlich als die leistungsfähigste Reihe dieser Achsfolge in Europa, zugleich war die Klasse V die letzte von einer britischen Eisenbahn entwickelte und beschaffte 2’B-Lokomotive. Ursprünglich sollte die neue Klasse Austauschteile der kurz zuvor entwickelten Lord Nelson Class bekommen, diese hätten jedoch zu einem zu hohen Gewicht geführt. Daher griff Maunsell auf eine verkürzte Version des Kessels der schon etwas älteren King Arthur Class zurück, wobei Feuerbüchse und Rost identisch ausgeführt wurden. Der Kessel erwies sich als sehr gelungene Konstruktion; auch mit relativ schlechter Kohle war eine hinreichende Dampferzeugung möglich. Die erreichte Leistung lag letztlich nur knapp unter der der King Arthurs. Da der Stehkessel der King Arthurs anders als der Belpaire-Kessel der Lord Nelsons mit runder Feuerbüchsdecke ausgeführt war, konnte zudem das Führerhaus im oberen Bereich eingezogen werden, ohne die Sichtverhältnisse des Lokomotivpersonals einzuschränken. Die Maschinen waren damit auch auf der Hastings Line von Tonbridge nach Hastings einsetzbar, die aufgrund ihrer älteren Tunnel ein reduziertes Lichtraumprofil aufwies. Auf dieser Strecke gab es bislang immer Schwierigkeiten für die Betriebsabteilung der Southern, geeignete leistungsfähige Lokomotiven bereitzustellen. Die Klasse V erbrachte auf dieser Strecke ausgezeichnete Leistungen, allerdings erforderten die lediglich zwei Kuppelachsen erfahrene Lokomotivführer, um mit schweren Zügen ein Schleudern beim Anfahren zu vermeiden.
Zunächst beschloss die SR 1928 die Beschaffung von 15 Maschinen, die Bestellung wurde jedoch bald auf zehn reduziert, da auf der vorgesehenen Einsatzstrecke zwischen Tonbridge und Hastings die erforderliche Oberbauertüchtigung noch nicht abgeschlossen werden konnte. Im März 1930 lieferten die SR-eigenen Werkstätten in Eastleigh die erste Maschine aus. Die weiteren neun Maschinen folgte bis Jahresende 1930. Für Erprobungen und Messfahrten wurden die ersten Maschinen vorübergehend im Londoner Depot Nine Elms stationiert und vor Schnellzügen auf der South Western Main Line zwischen London Waterloo und Bournemouth sowie Salisbury eingesetzt. Anschließend wechselten die Lokomotiven zu Depots im Südosten nach Dover und Eastbourne. Nachdem der Oberbau der Hastings Line für die hohe Achslast der Schools ertüchtigt worden war, erhielt auch das in Hastings liegende Depot St Leonards ab 1931 vier Exemplare der neuen Klasse.

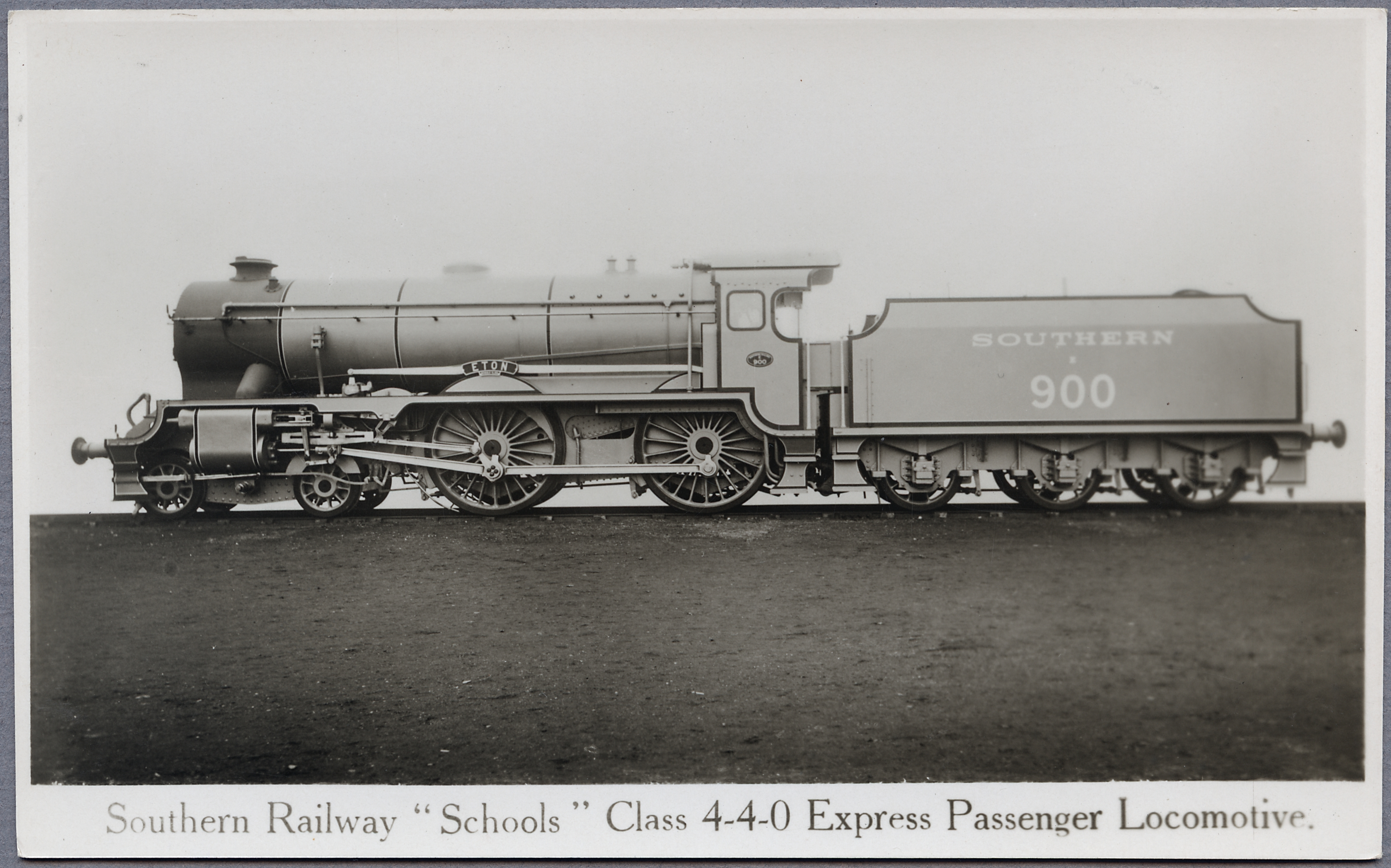
Die erste Lokomotive 900 Eton nach ihrer Auslieferung 1930

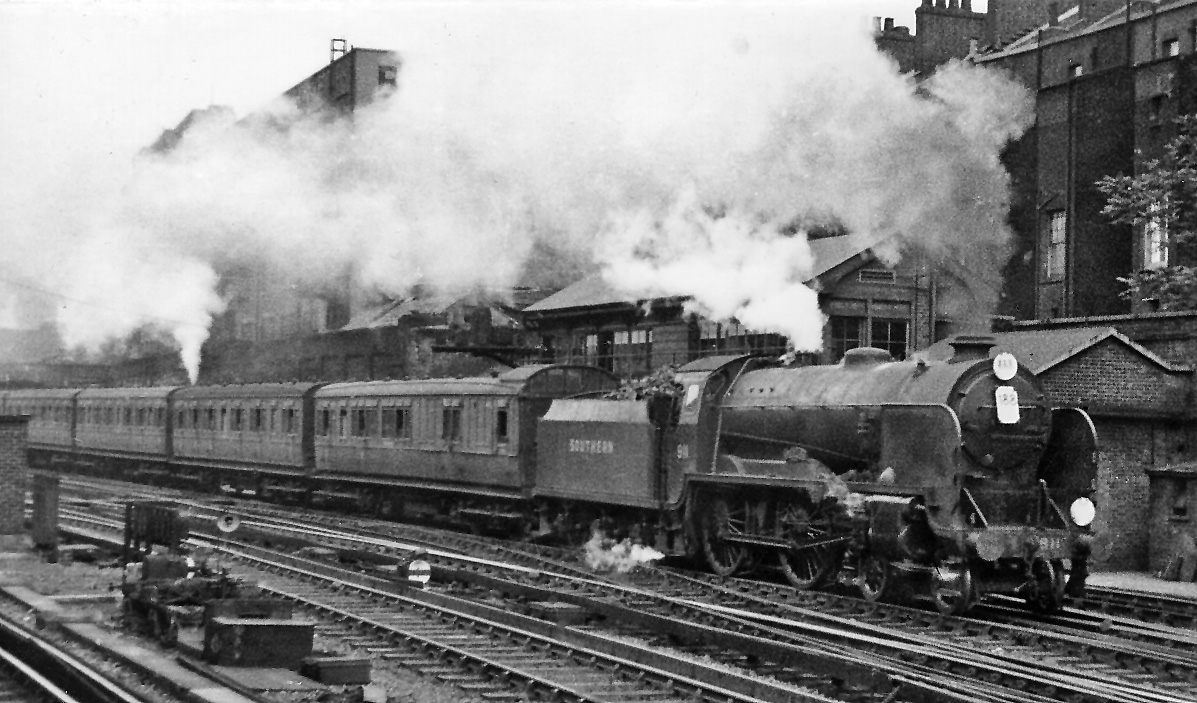
Lokomotive 911 Dover kurz nach der Nationalisierung 1948 noch in den Farben der Southern Railway vor einem Express von London Victoria nach Ramsgate

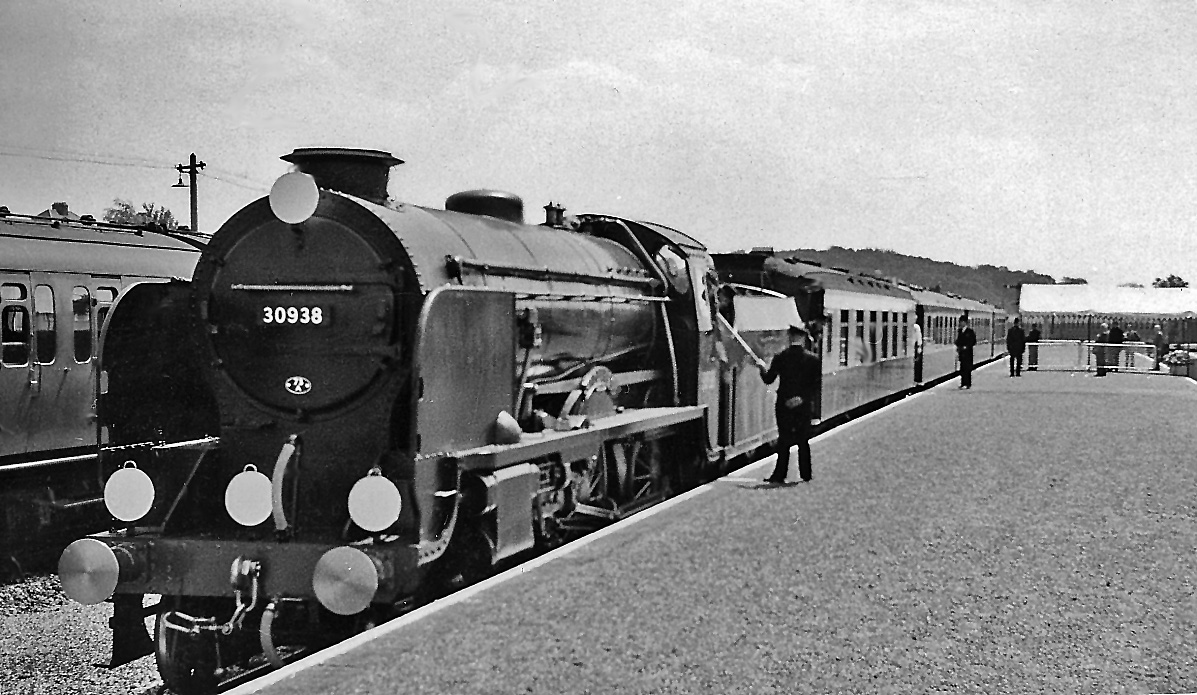
Lokomotive 30938 St Olaves vor dem Royal Train im Bahnhof Tattenham Corner anlässlich des Epsom Derby

Da die Maschinen sich schnell bewährten, orderte die SR im März 1931 in Eastleigh ein weiteres Los von zwanzig Schools, das zwischen Dezember 1932 und März 1934 ausgeliefert wurde. Noch vor Lieferung der ersten Maschine des zweiten Loses folgte im März 1932 eine Bestellung von weiteren 20 Lokomotiven. Der Nachfragerückgang infolge der Weltwirtschaftskrise führte jedoch dazu, dass das dritte Los auf zehn Maschinen reduziert wurde. Die letzten beiden Exemplare der Klasse kamen im August 1935 in den Dienst bei der Southern. Die weiteren Maschinen wurden vor allem den Depots Bricklayers Arms in London und Fratton in Portsmouth zugewiesen, einige kamen auch nach Ramsgate und Bournemouth. Nachdem bis Ende der 1930er Jahre das elektrifizierte Netz der Southern bis Eastbourne und Portsmouth erweitert worden war, kamen die in Fratton entbehrlich gewordenen Lokomotiven ab 1937 vor allem nach Bournemouth. Ihr Einsatzgebiet waren überwiegend beschleunigte Personenzüge und Schnellzüge auf den noch nicht elektrifizierten Strecken zwischen London und den Bade- und Hafenorten der englischen Süd- und Südostküste entlang des Ärmelkanals von Ramsgate bis Southampton.

### Übergang zu British Railways und Ausmusterung
Alle Maschinen überstanden abgesehen von einzelnen Schäden den Zweiten Weltkrieg und wurden von der ab 1948 zuständigen Staatsbahn British Railways (BR), in der die Southern Railway infolge des Transport Act 1947 aufgegangen war, weiterhin in ihren bisherigen Diensten eingesetzt. Die Nummerierung wurde wie bei fast allen ehemaligen SR-Lokomotiven durch Addition von 30000 angepasst; aus der Lokomotive 900 wurde die Lokomotive 30900 usw. Zu BR-Zeiten verlor Bournemouth seine Schools, dafür wuchs der Bestand in St Leonards an. Neu waren dafür Boat trains nach Newhaven, wo sie die älteren Atlantics der Klasse H2 ablösten. Hinzu kamen Leistungen vor Cross-Country-Zügen zwischen Brighton und Cardiff sowie Exeter, die die Maschinen teils auf Strecken abseits des früheren Netzes der Southern Railway führten.
Ab 1957 wurde die Hastings Line von neuen dieselelektrischen Triebwagenzügen der späteren Klasse 201 bedient und die Schools, von denen 1955 noch 12 in Hastings St Leonards stationiert waren, verloren ein erstes wichtiges Einsatzgebiet. Einige Maschinen kamen nun nach Brighton, weitere nach Basingstoke. 1961 folgte die vollständige Elektrifizierung der South Eastern Main Line, die den Maschinen alle Leistungen zwischen London und den Häfen Ramsgate, Dover und Folkestone abnahm. Damit waren die Maschinen weitgehend überflüssig. Im Januar 1961 wurde die erste Maschine abgestellt, zum Jahresende 1961 waren noch 25 Maschinen vorhanden. Die letzten nahm BR im Dezember 1962 außer Dienst.

## Namen
Die Abteilung der SR für Public Relations hatte beschlossen, die neuen Lokomotiven, die wie alle Schnellzuglokomotiven der SR zusätzlich zur Klassenbezeichnung und Nummerierung Namen erhalten sollten, nach Public Schools im Einzugsbereich des SR-Streckennetzes zu benennen. Entsprechend wurde die gesamte Klasse, die formell als Class V bezeichnet wurde, von Eisenbahnern und Eisenbahnfans auch als Schools Class oder Schools bezeichnet. Der im März 1930 ausgelieferte Prototyp mit der Nummer 900 erhielt nach der wohl bekanntesten Public School den Namen Eton. Zur Namensgebung wurde die Maschine im Bahnhof Waterloo ausgestellt und anschließend nach Windsor in den der Schule am nächsten liegenden Bahnhof Windsor and Eton Riverside überführt, wo sie von den Eton-Schülern in Augenschein genommen werden konnte. Auch bei den weiteren Lokomotiven fand die Namensgebung oft in Bahnhöfen in der Nähe der jeweiligen Schule und unter Beteiligung ihrer Schüler statt. Mit zunehmender Stückzahl erhielten die Lokomotiven auch Namen von Schulen außerhalb des Einzugsbereichs der Southern Railway, so etwa die Lokomotiven 920 Rugby und 929 Malvern. Lediglich der Schulleiter der Uppingham School im mittelenglischen Uppingham erhob Einspruch gegen die Namensgebung nach seiner Schule. Die im Dezember 1933 ausgelieferte Lokomotive 923 Uppingham erhielt daher im August 1934 den neuen Namen Bradfield. Einige der Namensplaketten gingen nach der Verschrottung der Lokomotiven in den Besitz der jeweiligen Schule über.

## Technik
Die Schools Class gilt als einer der besten Lokomotiventwürfe, die in der Verantwortung von Richard Maunsell als CME der Southern Railway entstanden und war bei ihren Personalen ob ihrer Leistungsfähigkeit auch mit schlechter Kohle allgemein geschätzt. Maunsell griff bei ihrem Entwurf letztlich auf beide schweren Schnellzuglokomotivklassen zurück, die zuvor von der Southern beschafft worden waren. Grundsätzlich lehnte sich die Konstruktion als deren verkleinerte Version an die Lord Nelson Class an, wich aber in vielen Punkten von deren Konstruktionsprinzipien ab. So erhielt die Klasse V im Unterschied zu den vierzylindrigen Lord Nelsons einen Dreizylinderantrieb, ebenso wurde der Belpaire-Kessel durch einen Stehkessel mit herkömmlicher runder Feuerbüchsdecke ersetzt. Die erste Serie wurde noch ohne Windleitbleche ausgeliefert, diese wurden jedoch bereits ab August 1931 nachgerüstet. Bei den folgenden 30 Stück wurden sie von Beginn an vorgesehen. Maunsells Nachfolger Oliver Bulleid hatte nach seinem Amtsantritt die Leistungsfähigkeit der Lord Nelson Class durchgreifend verbessert, indem er deren herkömmliche Schornsteine durch mehrdüsige Saugzuganlagen der Bauart Lemaître ersetzte. Daraufhin ließ er auch die Schools Class damit ausrüsten, äußerlich am größeren Durchmesser des Schornsteins gut erkennbar; da jedoch hier keine signifikanten Leistungssteigerungen erreicht werden konnten, beendete Bulleid das Umrüstungsprogramm nach 21 Maschinen.
Der dreiachsige Tender wies relativ geringe Vorräte auf, war aber die üblichen Dienste im Kurzstreckenverkehr zwischen London und der Kanalküste ausreichend. British Railways stattete zwei Maschinen mit vierachsigen Tendern der Lord Nelson Class aus, um sie für den Einsatz auf den längeren Strecken im Südwesten tauglich zu machen.

## Verbleib

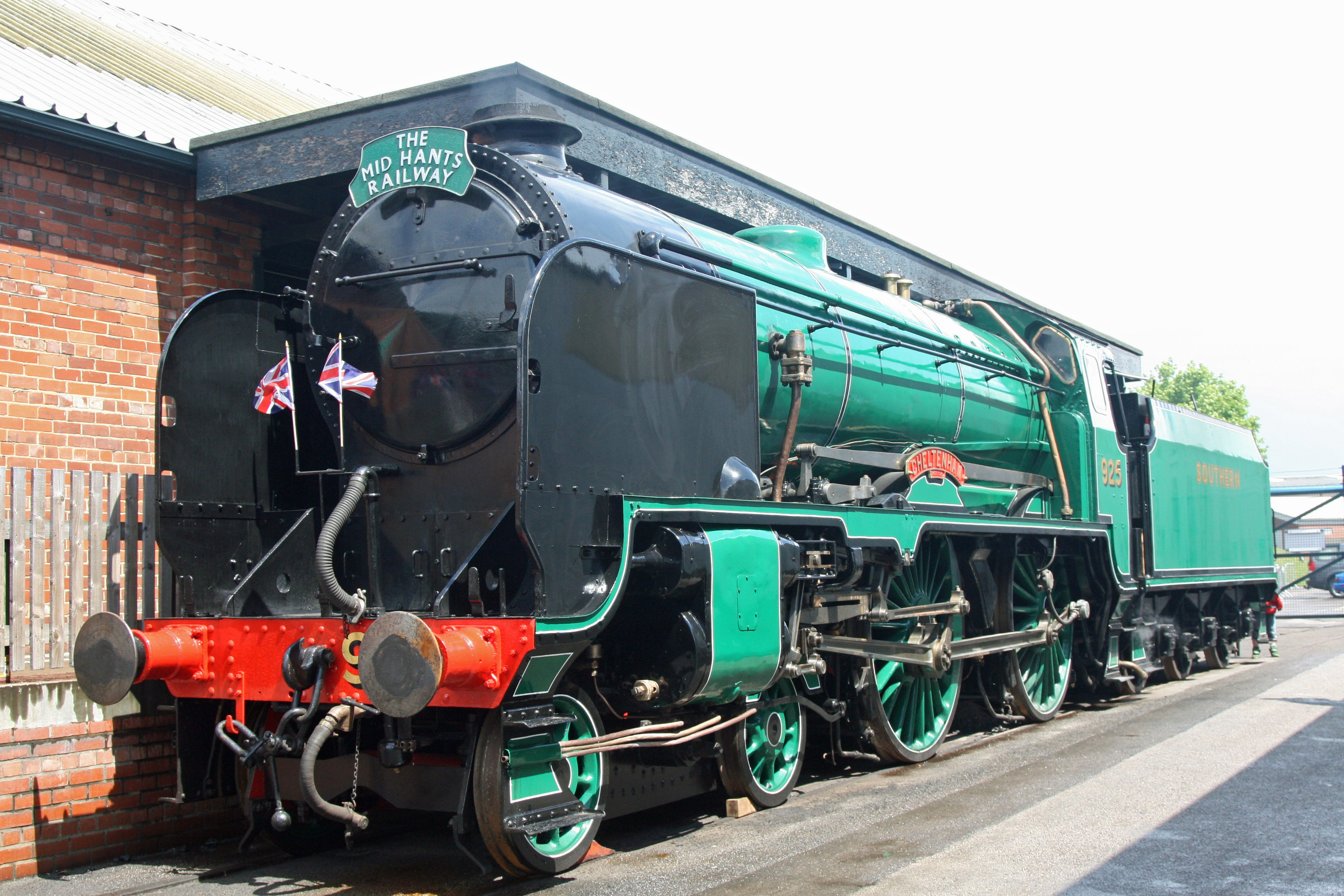
Lokomotive 925 Cheltenham in SR-Farbgebung 2012 bei der Mid-Hants Railway

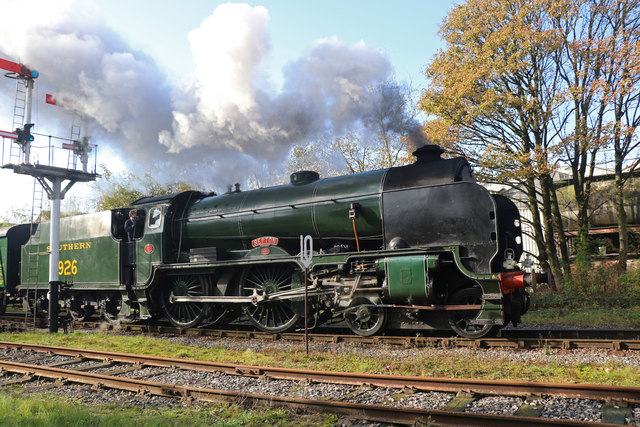
Lokomotive 926 Repton als Gastlokomotive 2019 im Einsatz bei der East Lancashire Railway

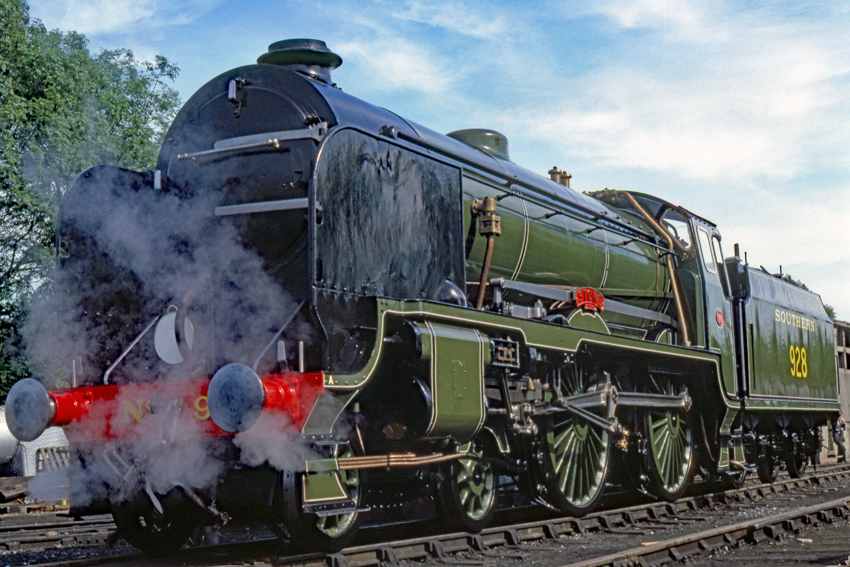
Lokomotive 928 Stowe im Einsatz bei der Bluebell Railway im Jahr 1981

Die meisten Lokomotiven wurden bald nach ihrer Abstellung im Laufe der Jahre 1961 bis 1964 verschrottet. Drei Maschinen sind erhalten geblieben, die Lokomotiven 30925 Cheltenham, 30926 Repton und 30928 Stowe. Alle Maschinen waren oder sind in der Zeit nach ihrer Ausmusterung als Museumslokomotiven in Betrieb.

### 30925 Cheltenham
Die 1934 ausgelieferte Lokomotive 925 Cheltenham war vor dem Krieg zunächst in Fratton und dann in Bournemouth stationiert. Im April 1945 kam sie nach Dover, wo die Schools ab 1949 durch Lord Nelsons und neue Merchant Navys ersetzt wurden. Die nunmehrige Lokomotive 30925 kam daraufhin 1951 nach Bricklayers Arms. Kurz vor ihrer Ausmusterung wurde die Maschine im Februar 1961 zunächst in das Londoner Depot Stewarts Lane und im August des gleichen Jahres schließlich nach Basingstoke verlegt, wo sie im Dezember 1962 schließlich ausgemustert wurde. Sie wurde zunächst in Portsmouth mit weiteren Schools abgestellt und von British Railways zur Erhaltung dem National Railway Museum (NRM) in York überlassen. 1970 ging die Maschine als Leihgabe an den Standard Gauge Steam Trust in Tyseley. 1980 wurde sie anlässlich der 150-Jahr-Feier des Rennens von Rainhill betriebsfähig aufgearbeitet und nahm an der dortigen Jubiläumsparade teil. Anschließend wurde sie wieder abgestellt. Nach Überholung in den Eastleigh Works, wo sie 1934 gebaut worden war, kam die Lokomotive als Leihgabe des NRM zur Museumsbahn Mid-Hants Railway, wo sie bis Anfang der 2020er Jahre vor Museumszügen eingesetzt wurde. Seit Juli 2024 steht die Maschine als statisches Ausstellungsstück im NRM.

### 30926 Repton
Nach ihrer Auslieferung kam die Lokomotive zunächst nach Bournemouth und wurde bis zur Elektrifizierung auch zwischen Waterloo und Portsmouth eingesetzt. Nach dem Krieg war sie ab 1948 abwechselnd in Ramsgate und Dover stationiert, bevor sie 1951 für zehn Jahre nach Bricklayers Arms kam und von dort aus vor allem Züge auf der Chatham Main Line bespannte. Die rückgängigen Einsatzmöglichkeiten infolge der Elektrifizierung zeigten die mehrfachen Depotwechsel im Laufe des Jahres 1961, bis die Maschine schließlich ab Dezember 1961 für ein Jahr noch von Basingstoke aus eingesetzt wurde. Da sie zuletzt 1960 hauptuntersucht worden war und daher in gutem Zustand war, wurde sie zur Erhaltung ausgewählt. Zunächst in Fratton abgestellt, wurde sie von 1964 bis 1967 in Eastleigh grundlegend überholt. 
1966 ging die Maschine in Privatbesitz über. Ihr neuer Besitzer spendete sie 1967 dem Museum Steamtown, U.S.A. in Bellow Falls im US-Bundesstaat Vermont, wohin sie im Laufe des Jahres per Schiff überführt wurde. Das Museums verlieh die Maschine an die kanadische Museumsbahn Cape Breton Steam Railway, wo sie bis 1979 eingesetzt wurde. Bis 1989 blieb sie in den USA und wurde dann von Clifford Brown erworben, der sie zurück nach Großbritannien überführen ließ. Er stellte sie der North Yorkshire Moors Railway (NYMR) zur Verfügung, die sie ab 1990 vor ihren Museumszügen einsetzte und in deren Besitz sie nach Browns Tod entsprechend seinem Testament überging. Sie ist seitdem weiter im Dienst bei der NYMR, unterbrochen von den routinemäßigen Wartungsarbeiten und Untersuchungen. Seit 2021 ist sie mit einer Lemaître-Saugzuganlage ausgestattet.

### 30928 Stowe
Nach ihrer Auslieferung kam die Lokomotive im Juni 1934 zum Depot Fratton und wurde vor Schnellzügen zwischen Waterloo und Portsmouth eingesetzt. Nach der Elektrifizierung dieser Strecke kam sie 1937 nach Bournemouth und bespannte dort Schnellzüge zwischen London und Weymouth. Ab 1946 wechselte ihre Stationierung mehrfach. Zunächst war sie knapp ein Jahr in Brighton beheimatet, ab Herbst 1947 im Londoner Depot Bricklayers Arms, ab Juni 1948 im Depot Stewarts Lane im Londoner Stadtteil Battersea und schließlich ab Mai 1949 wieder in Bricklayers Arms. Erst 1961 wechselte die Stationierung erneut, zunächst leihweise nach Tonbridge und ab Oktober 1961 nach Brighton, wo sie schließlich im November 1962 ausgemustert wurde. Von der zunächst vorgesehenen Verschrottung wurde sie zurückgestellt und schließlich 1963 von Lord Montagu für sein Montagu Motor Museum in Beaulieu erworben. Dort wurde sie zwischen 1964 und 1973 ausgestellt und kam anschließend zur East Somerset Railway. 1980 wechselte die Lokomotive zur Bluebell Railway, wo sie betriebsfähig aufgearbeitet und bis 1991 eingesetzt wurde. Im Jahr 2000 kam sie in den Besitz der Maunsell Locomotive Society, die sie weiterhin der Bluebell Railway zur Verfügung stellte. Seit 2013 wird die Maschine einer umfassenden Untersuchung und Restaurierung unterzogen, die sich als unerwartet komplex und aufwändig zeigte und bislang nicht abgeschlossen werden konnte.